# Baron Cadman
Baron Cadman, of Silverdale in the County of Stafford, ist ein erblicher britischer Adelstitel in der Peerage of the United Kingdom.

## Verleihung
Der Titel wurde am 7. Juni 1937 für den Ingenieur und Manager Sir John Cadman geschaffen. Dieser war Vorsitzenden der Anglo-Persian Oil Company.
Heutiger Titelinhaber ist seit 1966 dessen gleichnamiger Enkel als 3. Baron.

## Liste der Barone Cadman (1937)
- John Cadman, 1. Baron Cadman (1877–1941)
- John Cadman, 2. Baron Cadman (1909–1966)
- John Cadman, 3. Baron Cadman (* 1938)

Titelerbe (Heir Apparent) ist der Sohn des aktuellen Titelinhabers, Hon. Nicholas Cadman (* 1977).